# المزور (فلم 2014)
المزور (بالإنجليزية: The Forger) هو فيلم جريمة ودراما تم إنتاجه في الولايات المتحدة وصدر سنة 2014 بطولة جون ترافولتا.

## القصة
يعد ريموند كاتر أفضل مزور للأعمال الفنية في العالم، وقد ورث هذه المهنة عن والده، وخلال الأحداث يتفق على الخروج من السجن مبكرًا عن موعده المقرر في مقابل تكليفه بمهمة بالغة الصعوبة، وهى تزوير لوحة للفنان إدوارد مانيه والقيام بسرقة اللوحة الأصلية من المتحف الذي تتواجد فيه، واستبدالها بنسخة مزيفة محكمة بحيث لا يلاحظ أحد أي اختلاف بينهما، ويستعين في هذه المهمة بكل من ابنه وأبيه.

## الميزانية والإيرادات
كلف الفيلم 11 مليون دولار وحقق قرابة 16 مليون دولار.

## وصلات خارجية
- مقالات تستعمل روابط فنية بلا صلة مع ويكي بيانات